# Sakka

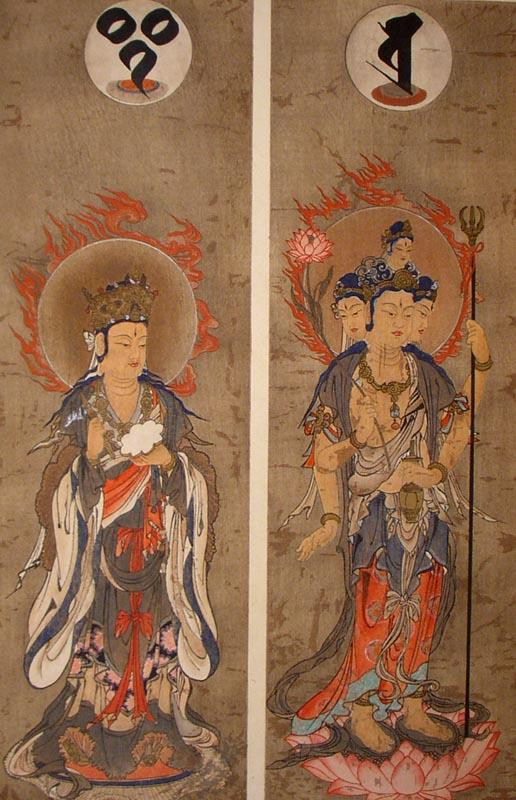
Śakra (jap. Taishakuten) po lewej, Brahmā (jap. Bonten) po prawej

Śakra (sanskryt: शक्र; pali: सक्क Sakka; chiń. 帝釋天 Dishitan; jap. 帝釈天 Taishakuten – władca nieba buddyjskiej kosmologii (sanskr. Trayastrimśa – dosł. "Trzydziestu trzech" [bogów]) (dolne królestwo buddyjskiego nieba dla hinduistycznych bogów) i jedno z wcieleń boga Indry według tradycji buddyjskich. 
Według mitologii buddyjskiej, Śakra propagował nauki Buddy w czasie jego minionych wcieleń.